# Wim Lakenberg
Wim Lakenberg (Sneek, 19 aprile 1921 – 19 maggio 1991) è stato un calciatore olandese, di ruolo centrocampista.

## Carriera
Giocò una stagione con la Pro Patria in Serie A. Il 7 aprile 1947 disputò il suo unico match in maglia oranje.